# Insula King William

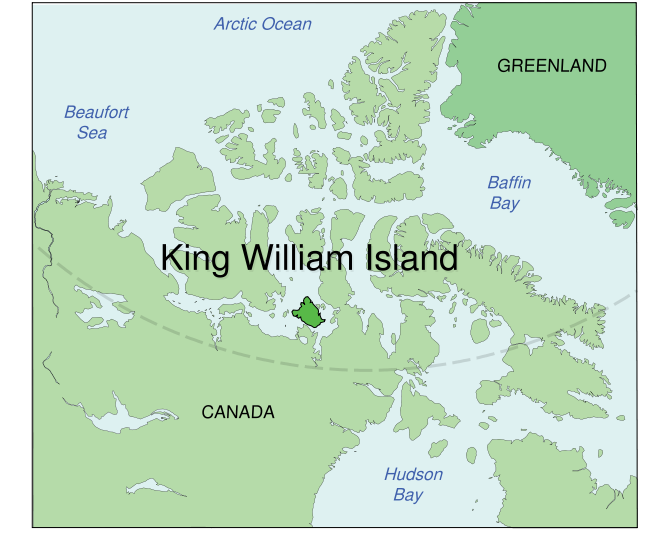
Localizarea insulei King William în Arhipelagul Arctic Canadian

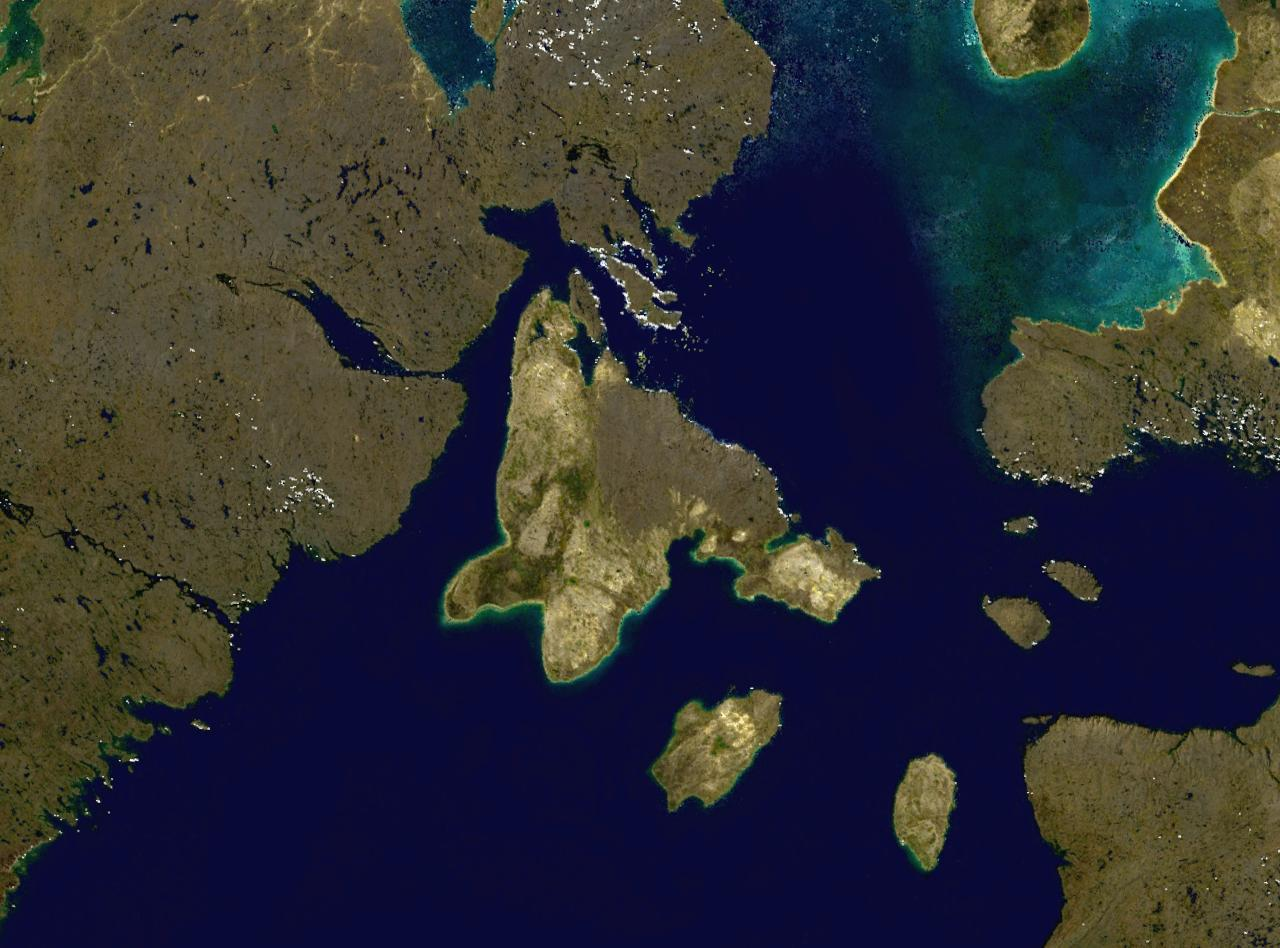
Imagine din satelit a insulei King William

Insula King William (Qikiqtaq în inuktitut) este o insulă din Arhipelagul Arctic Canadian, aparținând administrativ de regiunea Kitikmeot a teritoriului Nunavut din Canada. Cu o suprafață de 13111 km2 ,  ocupă locul 61 în lume și locul 15 în Canada.
În 2006, pe insulă trăiau 1064 persoane, concentrate în singura așezare umană permanentă, Gjoa Haven.

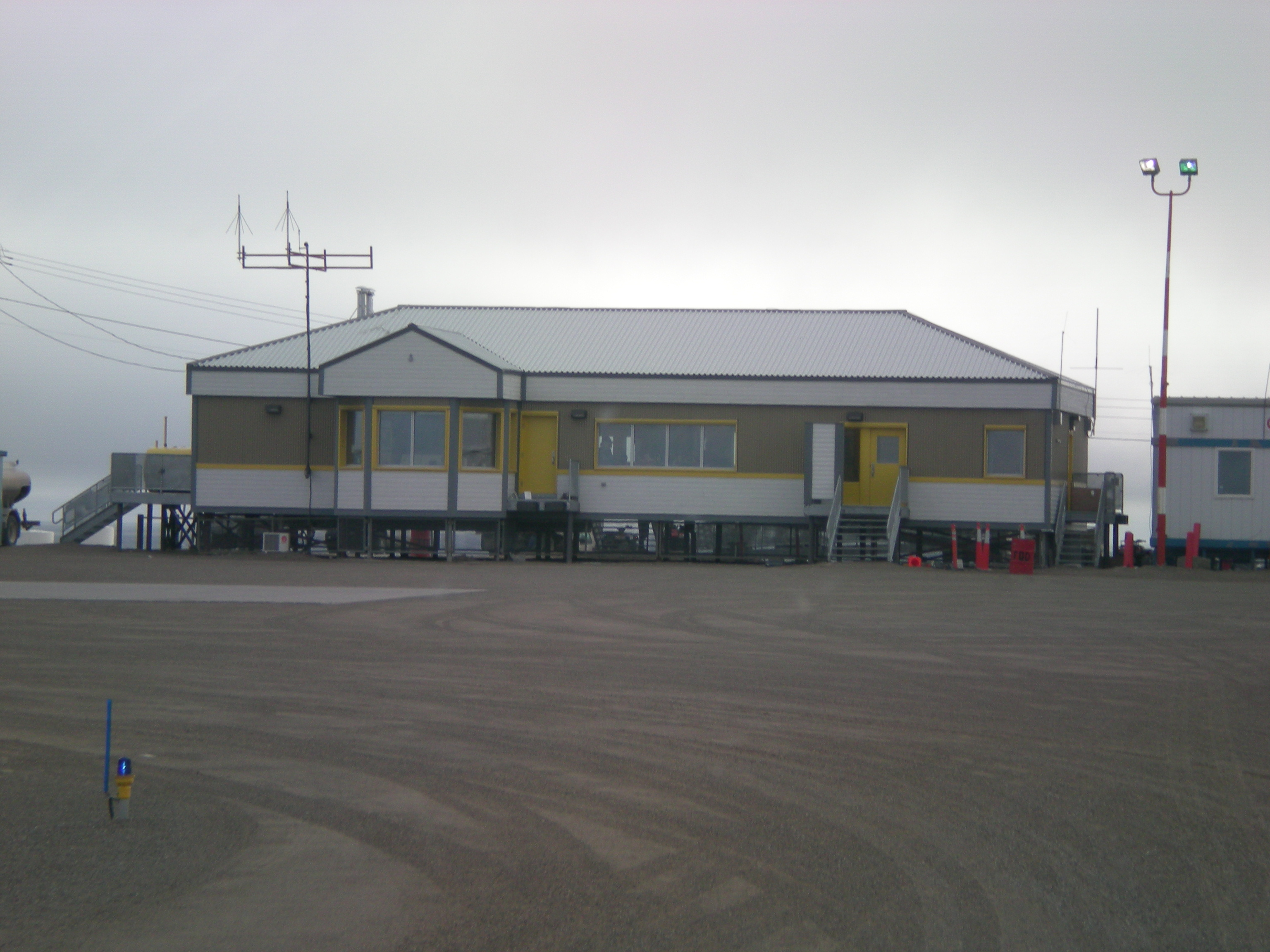
Aeroportul din Gjoa Haven, insula King William, Canada

Spre est, insula King William este separată de peninsula Boothia prin strâmtorile James Ross și Rae. Spre vest se află strâmtoarea Victoria și dincolo de ea insula Victoria. La nord, insula este separată de insula Prince of Wales prin Canalul McClintock, iar la sud, golful Queen Maud și strâmtoarea Simpson o despart de peninsula Adelaide de pe continent. Insula King William este înconjurată de o serie de insule mai mici, cum ar fi insula Matty, insulele Tennent, insulele Clarence, insulele Hovgaard etc.
Interiorul insulei este brăzdat de un mare număr de lacuri, pârâuri și râuri. Relieful insulei este de tip colinar, dar înălțimea maximă nu depășește 137 m.
Insula era cunoscută și locuită de inuiți încă din vechime. Primul explorator european care a ajuns la ea a fost John Ross în 1830, care a numit-o în onoarea regelui William al IV-lea al Regatului Unit.
În 1845-1847, expediția lui John Franklin a ajuns și iernat pe această insulă, unde condițiile vitrege au dus rând pe rând la moartea tuturor membrilor expediției.
În 1903-1905, exploratorul norvegian Roald Amundsen, plecat în căutarea Pasajului de Nordvest, a iernat într-un port natural de pe coasta sudică a insulei, numit ulterior după nava sa, Gjøa.